# 野村満男
野村 満男（野村 滿男、のむら みつお、1934年 - ）は日本の音楽学者、チェンバロ製作者、古楽器研究者。東京コレギウム社出版顧問。サロン・オーケストラ アンサンブル・シェーンフェルト主宰。長女はジャズ歌手の野村佳乃子。 

## 経歴
幼少期に旧満州新京（現在の吉林省長春市）へ渡り少年時代を過ごす。戦後進駐したソ連軍コサック兵の男声合唱を聴いて音楽に開眼、高知大学で理科、東京藝術大学で作曲を学ぶ。
柏木俊夫（作曲）、池内友次郎（管弦楽法）、山田和雄（指揮法）、織田永生（チェロ）、萩原和子（ピアノ）、川崎優（フルート）に師事。
1955年、毎日新聞社主催・日本歌曲作品募集に『白い夢の通夜』が入選。　翌1956年ヤマハホールにてコンセールF（佐藤美子、関種子、長門美保、四家文子）により初演。
東邦音楽短期大学（対位法・楽式論）他で講師として教鞭を執るかたわら、チェンバロ研究・製作者として活躍。

## 編著書
- 『〈改訂版〉チェンバロの保守と調律 : 奏者・調整者のための手引』東京コレギウム、1987年、ISBN 978-4924541030
- 『チェンバロの保守と調律 : 奏者・調整者のための手引 補遺編』東京コレギウム、1986年、ISBN 978-4924541023
- 古楽器研究会編『チェンバロをさぐる』（『古楽器研究』）東京コレギウム、2000年、ISBN 4-924541-00-1
- 『Mozartファミリーのクラヴィーア考 : チェンバロからピアノへ : アクションと奏法・調律法・イコノロジー』（『古楽器研究』2）東京コレギウム、2002年、ISBN 4-924541-55-9
- 『チェンバロクラヴィコードオリジナル楽器便覧 : 著名博物館・コレクション別 上巻（アメリカ・イギリス・イタリア・オーストリア・オランダ・スイス・スウェーデン・チェコ・デンマーク篇）』（『古楽器研究』3）東京コレギウム、2005年、ISBN 4-924541-87-7
- 『チェンバロクラヴィコードオリジナル楽器便覧 : 著名博物館・コレクション別 下巻（ドイツ・日本・ノルウェー・ハンガリー・フランス・ベルギー・ポルトガル・ルーマニア・個人蔵篇）』（『古楽器研究』4）東京コレギウム、2006年、ISBN 4-924541-89-3
- 『［改訂増補］Mozartファミリーのクラヴィーア考 : チェンバロからピアノへ : アクションと奏法・調律法・イコノロジー』（『古楽器研究』2）東京コレギウム、2008年、ISBN 978-4-924541-56-6
- 訳書『ヘルマン・ケラー通奏低音奏法（改訂版）』全音楽譜出版社、1998年、ISBN 978-4118003009
- 『チェンバロ クラヴィコード 関係用語集』東京コレギウム、2013年、ISBN 978-4-924541-01-6